# Miasto Vrlika
Miasto Vrlika (chorw. Grad Vrlika) – jednostka administracyjna w Chorwacji, w żupanii splicko-dalmatyńskiej. W 2011 roku liczyła 2177 mieszkańców.